# Terme gallo-romane di Entrammes
Le Terme gallo-romane di Entrammes sono un piccolo sito termale scoperto nel 1987 a Entrammes, in Mayenne, durante degli studi archeologici sulla chiesa del paese.

## Storia
Nel 1987 si rese necessario uno studio archeologico per il restauro della chiesa parrocchiale di santo Stefano. 
Inizialmente, fu per caso rinvenuto sotto la chiesa un ipocausto in buone condizioni, che confermò la presenza di un sito romano del II secolo. Successivi scavi hanno potuto datare altre costruzioni del V e VII secolo.
Per consentire le visite del centro termale, si è deciso di ridurre la chiesa parrocchiale con un grande muro: oggi restano adibiti al culto solo i transetti, il presbiterio e l'abside.
Le terme sono classificate come monumenti storici dal 1º settembre 1988.

### Il percorso termale
Lo spogliatoio si trovava dietro l'attuale accesso ai resti archeologici, e nel transetto dell'odierna chiesa. La prima tappa era una camera calda (calidario), mentre quella fredda (frigidario) era utilizzata al termine del percorso

## Galleria d'immagini

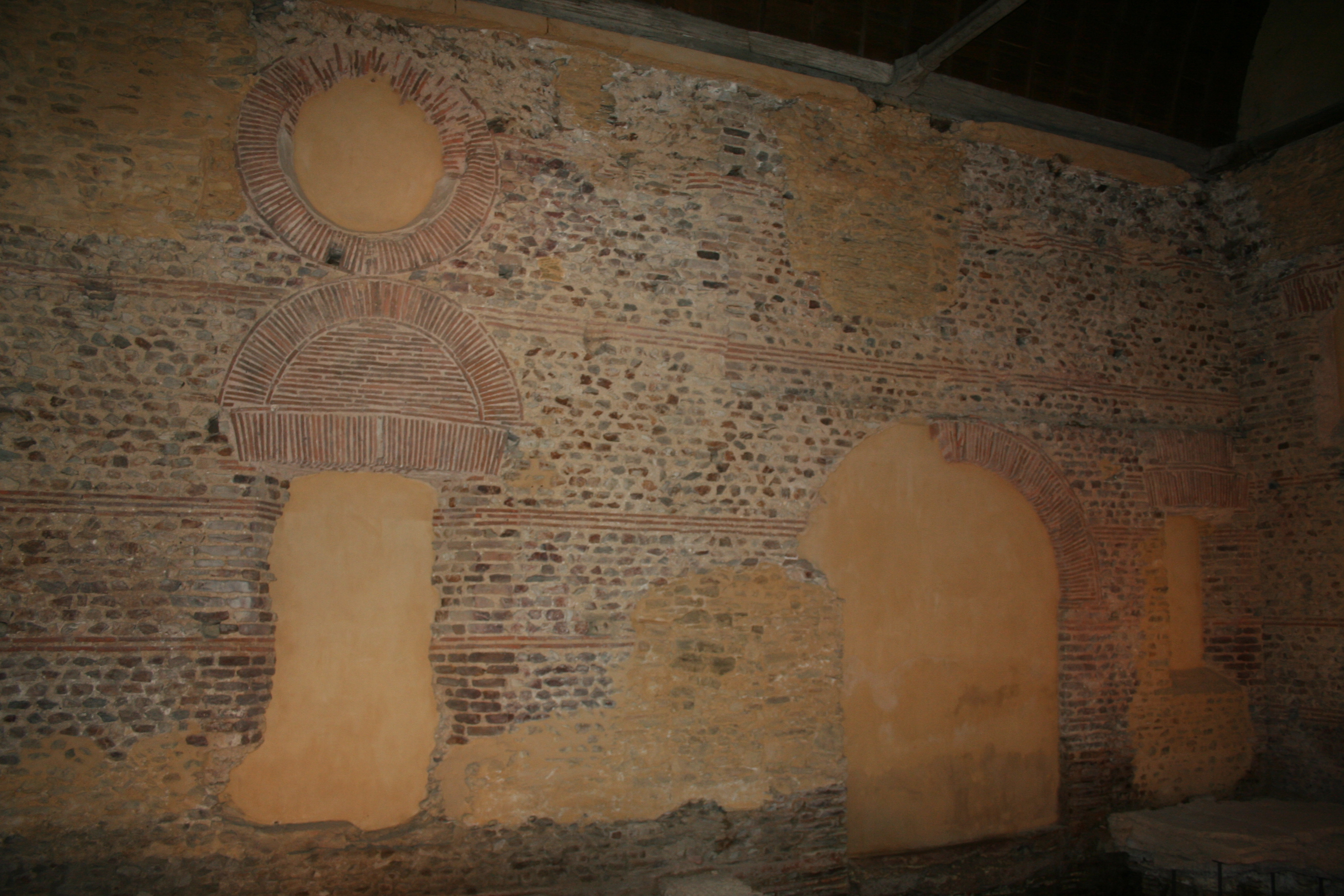
Uno dei muri interni
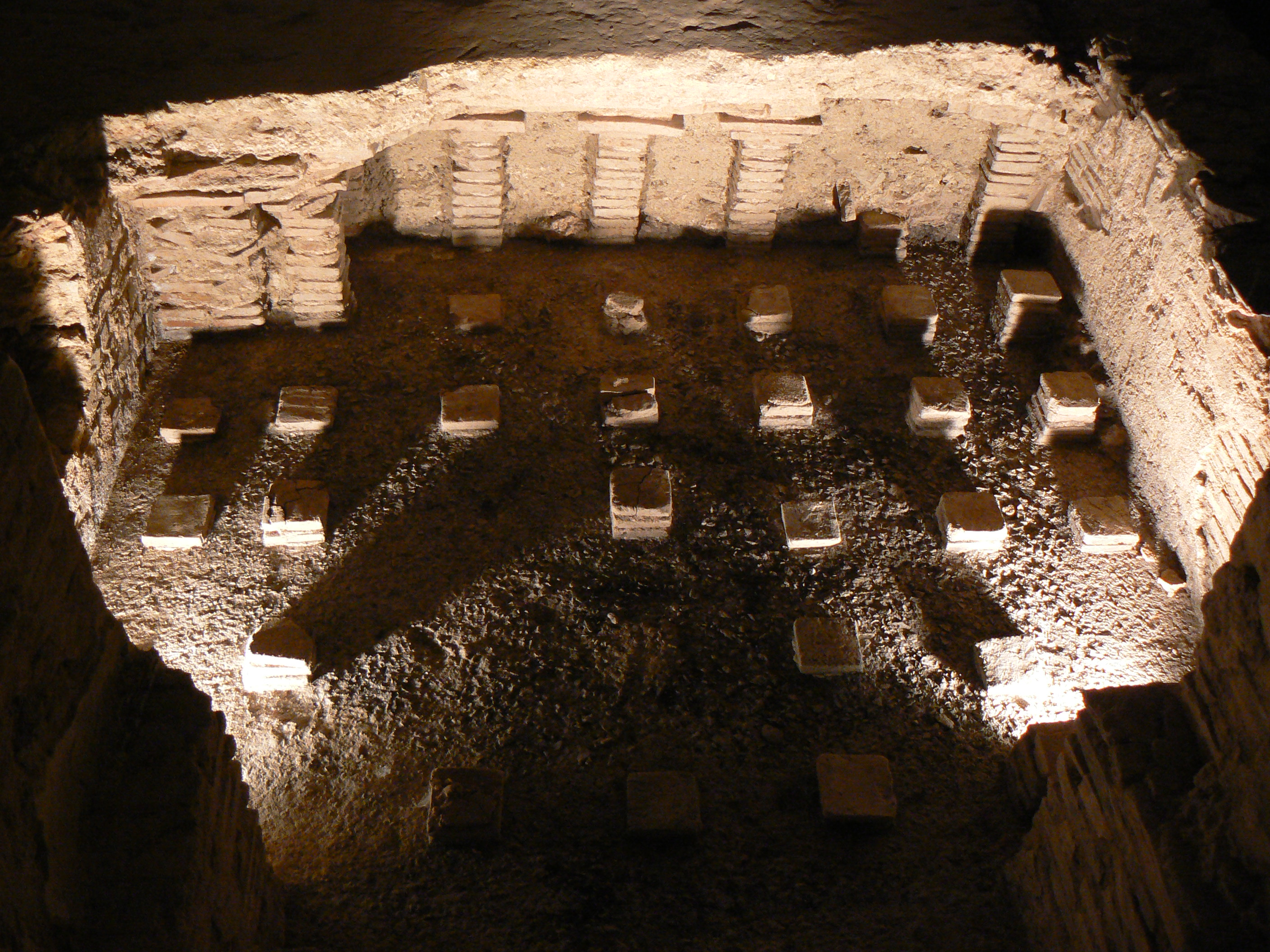
L'ipocausto
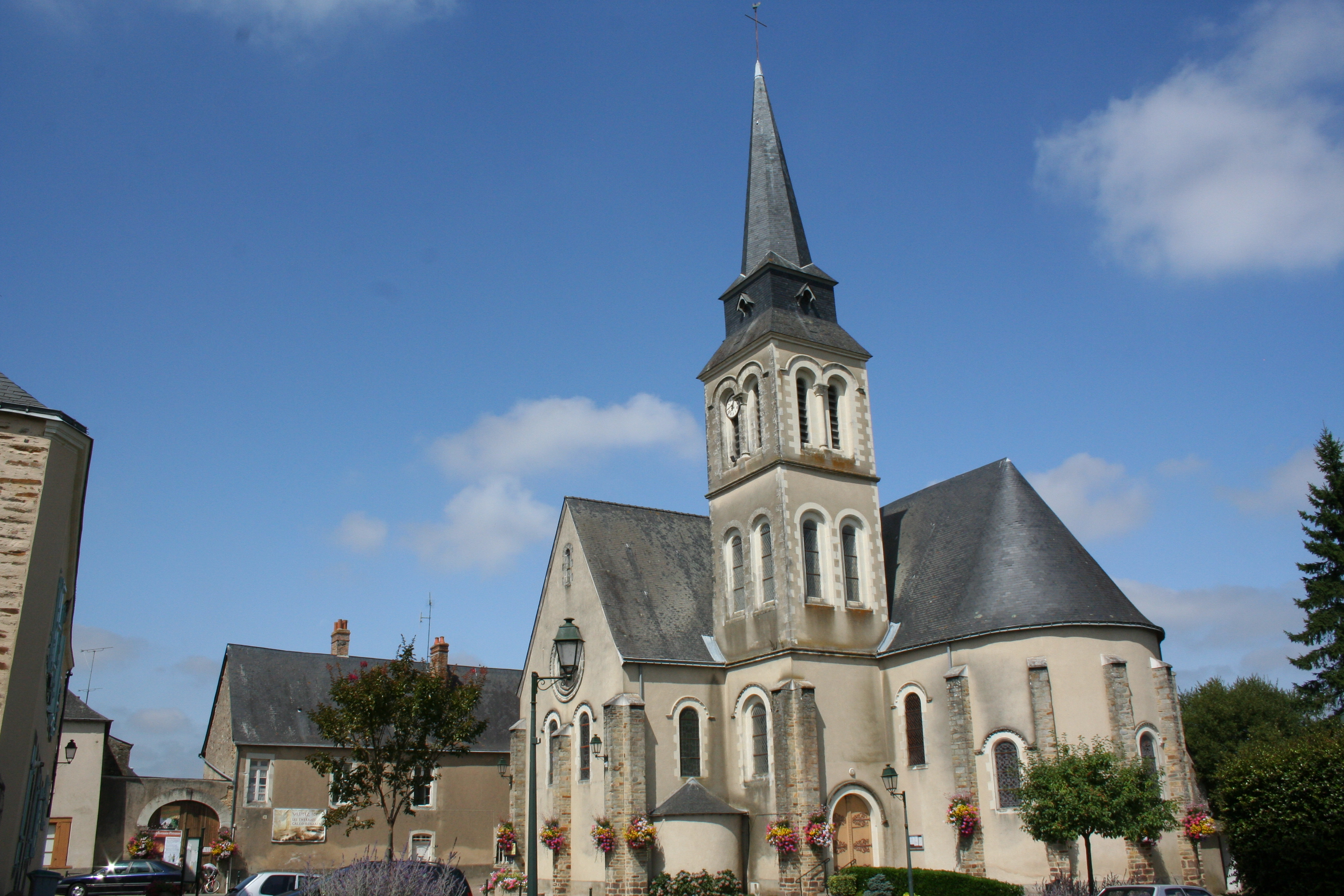
La chiesa parrocchiale